# Dél-Cshungcshong
Dél-Cshungcshong Dél-Korea egyik tartománya, székhelye Hongszong. Az egykori Jongi megye területén Szedzsong néven hoztak létre új, független önkormányzatú várost, mely részleges adminisztratív központként funkcionál Szöul mellett.

## Közigazgatása
| Térkép      | #          | Név    | Hangul | Handzsa | Népesség (2015) |
| ----------- | ---------- | ------ | ------ | ------- | --------------- |
|             |            |        |        |         |                 |
| — Városok — |            |        |        |         |                 |
| 1           | Cshonan    | 천안   | 天安   | 629 062 |                 |
| 2           | Aszan      | 아산   | 牙山   | 319 929 |                 |
| 3           | Szoszan    | 서산   | 瑞山   | 169 221 |                 |
| 4           | Tangdzsin  | 당진   | 唐津   | 163 762 |                 |
| 5           | Kongdzsu   | 공주   | 公州   | 113 542 |                 |
| 6           | Nonszan    | 논산   | 論山   | 124 246 |                 |
| 7           | Porjong    | 보령   | 保寧   | 101 852 |                 |
| 8           | Kjerjong   | 계룡   | 雞龍   | 39 243  |                 |
| — Megyék —  |            |        |        |         |                 |
| 9           | Hongszong  | 홍성군 | 洪城郡 | 94 114  |                 |
| 10          | Jeszan     | 예산군 | 禮山郡 | 81 747  |                 |
| 11          | Pujo       | 부여군 | 扶餘郡 | 69 017  |                 |
| 12          | Szocshon   | 서천군 | 舒川郡 | 54 768  |                 |
| 13          | Thean      | 태안군 | 泰安郡 | 59 723  |                 |
| 14          | Kumszan    | 금산군 | 錦山郡 | 55 923  |                 |
| 15          | Cshongjang | 청양군 | 青陽郡 | 31 653  |                 |

## Galéria

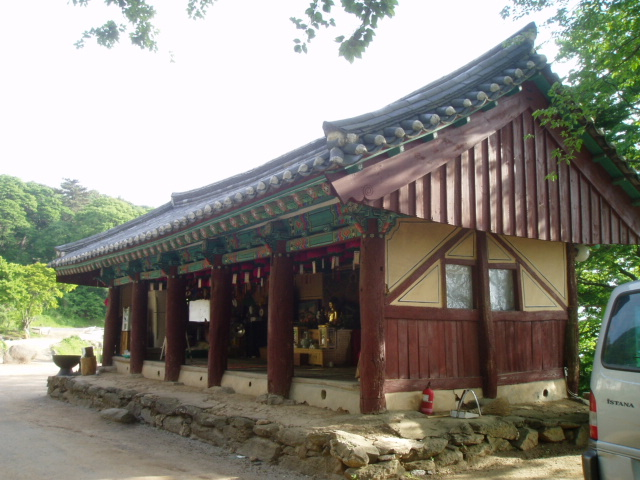
Puszoksza, Szoszan
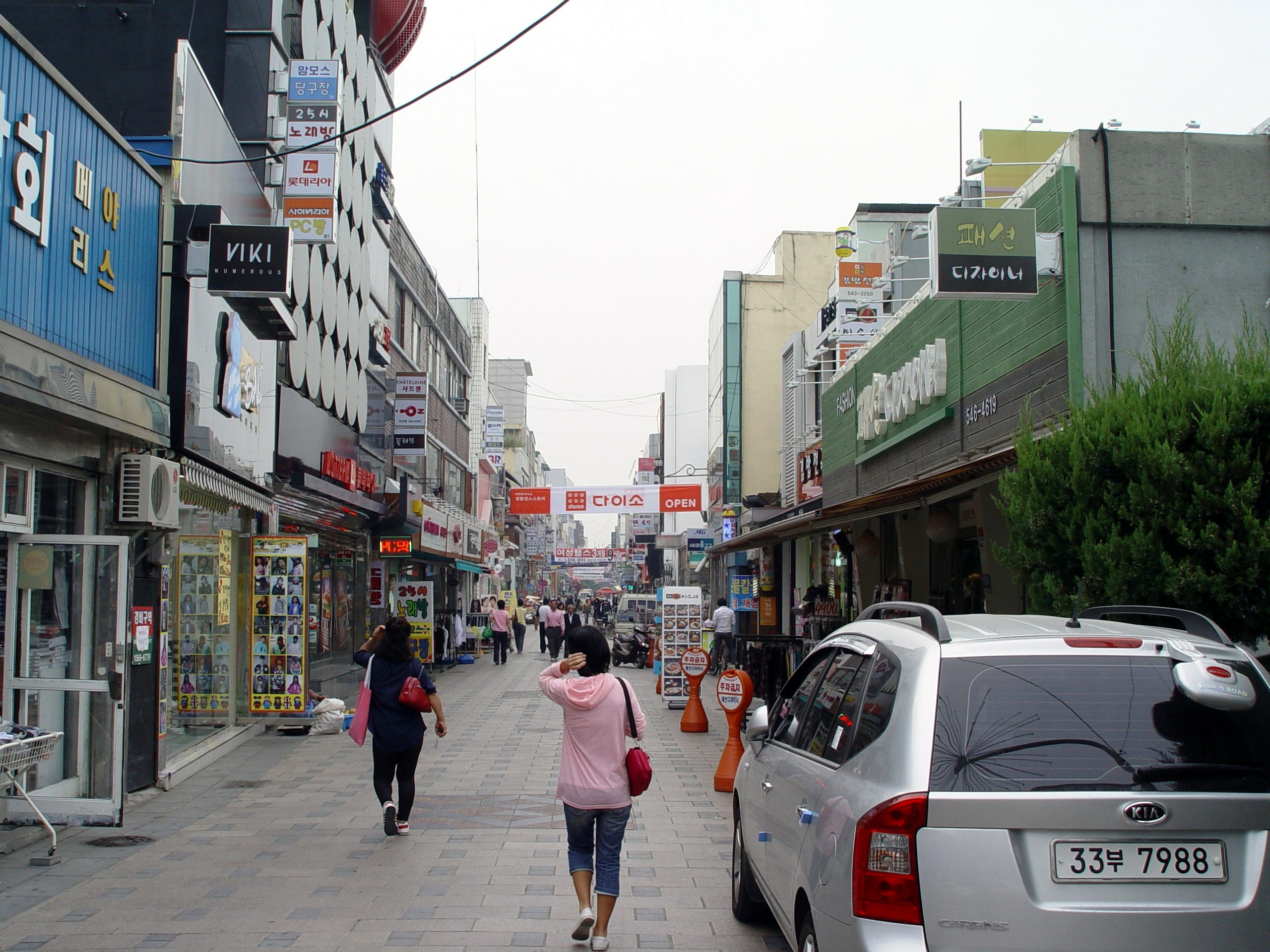
Aszan, Miskolc testvérvárosa